# Clan Cunningham
Cunningham ist der Name eines schottischen Clans, der aus Ayrshire stammt. Der Clan hat keinen durch den Lord Lyon King of Arms anerkannten Chief, weshalb er als Armigerous Clan gilt.

## Geschichte
Hervey von Cunningham wurde 1263 von Alexander III. für seine Tapferkeit in der Schlacht von Largs mit den Ländereien von Kilmaurs belohnt, und durch Heirat wurden die Güter erweitert. 1488 wurde der Titel des Earl of Glencairn geschaffen. Die Familie verkehrte traditionell im Kreis der Mächtigen, so war der 4. Earl ein Freund des Reformators John Knox, und der 9. Earl wurde nach der Restauration zum Lord Chancellor ernannt. Der 14. Earl war ein Mäzen des schottischen Nationaldichters Robert Burns. Seit dem kinderlosen Tod von dessen Bruder, dem 15. Earl, 1796 ruhen der Adelstitel und die Chiefwürde.
Das Motto des Clans lautet Over Fork Over.

## Bilder

Wappen der Cunninghams
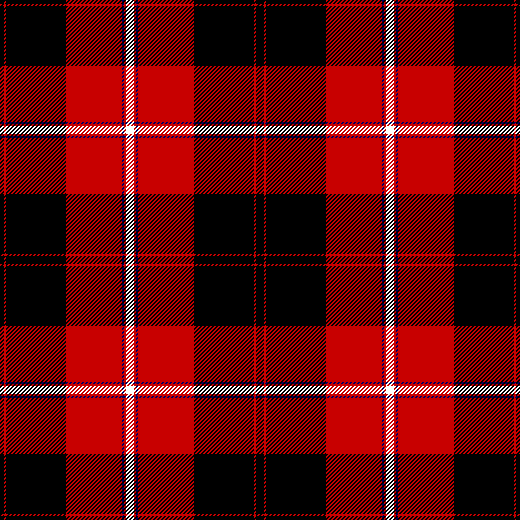
Tartan